# Australentulus hauseri
Australentulus hauseri är en urinsektsart som beskrevs av Josef Nosek 1976. Australentulus hauseri ingår i släktet Australentulus och familjen lönntrevfotingar. Inga underarter finns listade.